# Salix psilostigma
Salix psilostigma là một loài thực vật có hoa trong họ Liễu. Loài này được Andersson miêu tả khoa học đầu tiên năm 1851.